# René Fernández
René Fernández (ur. 1906, zm. 1956) – boliwijski piłkarz grający na pozycji napastnika.

## Kariera klubowa
Podczas kariery piłkarskiej René Fernández reprezentował barwy Alianzy Oruro.

## Kariera reprezentacyjna
René Fernández występował w reprezentacji Boliwii na początku lat trzydziestych. W 1930 roku uczestniczył w mistrzostwach świata. Na mundialu wystąpił w obu przegranych 0-4 meczach grupowych z Brazylią i Jugosławią.